# Северник (приток Чёрной)

Северник — река в России, протекает в Мурашинском и Даровском районах Кировской области. Устье реки находится в 11 км по правому берегу реки Чёрная. Длина реки составляет 17 км.
Исток реки в 45 км к юго-западу от посёлка Мураши. Направление течения — юг. Все течение реки проходит по ненаселённому лесному массиву. Впадает в Чёрную в 5 км к северу от посёлка Чернорецкий (Лузянское сельское поселение).

## Данные водного реестра
По данным государственного водного реестра России относится к Камскому бассейновому округу, водохозяйственный участок реки — Вятка от города Киров до города Котельнич, речной подбассейн реки — Вятка. Речной бассейн реки — Кама.
По данным геоинформационной системы водохозяйственного районирования территории РФ, подготовленной Федеральным агентством водных ресурсов:
- Код водного объекта в государственном водном реестре — 10010300312111100035669
- Код по гидрологической изученности (ГИ) — 111103566
- Код бассейна — 10.01.03.003
- Номер тома по ГИ — 11
- Выпуск по ГИ — 1